# Bloodhound LSR
Il Bloodhound LSR (precedentemente noto come Bloodhound SSC) è un veicolo progettato per abbattere il record di velocità terrestre (attualmente detenuto dal ThrustSSC). La vettura, a forma di matita, è stata progettata dal team internazionale del Bloodhound Project a partire dal 2008 e costruita nel 2011-2012. Il nome Bloodhound deriva dal missile terra-aria britannico Bristol Bloodhound mentre SSC sta per Super Sonic Car (auto supersonica).
Il veicolo è alimentato da un motore a reazione e da un razzo, progettato per raggiungere le 1 000 miglia orarie (1609 km/h); è inoltre dotato di un'unità di potenza ausiliaria. I costi dell'operazione, troppo elevati per i fondi a disposizione, sembravano avere portato all'abbandono del progetto nell'autunno 2018, ma il progetto è stato salvato in extremis dall'imprenditore Ian Warhurst. Il progetto è stato quindi rinominato Bloodhound LSR (dove LSR sta per Land Speed Record, record di velocità terrestre) e la sede progettuale è stata spostata presso il College Tecnico Universitario Berkeley Green. La carenza di fondi e la pandemia di COVID-19 hanno peggiorato la situazione economica, e nel 2021 il veicolo è stato messo in vendita.
Questa vettura è stata inserita per la prima volta nel Guinness dei Primati nel 2011, alle pagine 112 e 113 come servizio speciale.
Il progetto fu annunciato il 23 ottobre 2008 presso il Museo della scienza di Londra da Lord Drayson, l'allora ministro della Scienza nel Dipartimento del Regno Unito per l'Innovazione, università e le competenze, che nel 2006 aveva proposto in prima istanza il progetto di Richard Noble e Andy Green, i due uomini che tra di loro hanno detenuto il record di velocità terrestre per 29 anni.
Richard Noble, ingegnere, avventuriero, ed ex-venditore di vernici, ha raggiunto 633 mph (1 019 km/h) alla guida di un bolide turbojet chiamato Thrust2 attraverso il deserto del Nevada nel 1983. Nel 1997, ha diretto il progetto di costruire il ThrustSSC, guidato da Andy Green, un pilota della RAF, a 763 mph (1 228 km/h), rompendo il muro del suono (in conformità con le regole della Fédération Internationale de l'automobile) per la prima volta con un veicolo terrestre.
Il compito di guidare questo veicolo è affidato al detentore del record Andy Green. Con l'auto in accelerazione da 0 a 1 000 miglia orarie (1 609 km/h) in 42 secondi, si sperimenta una forza di circa 2,5g (due volte e mezzo il proprio peso corporeo).

## Design

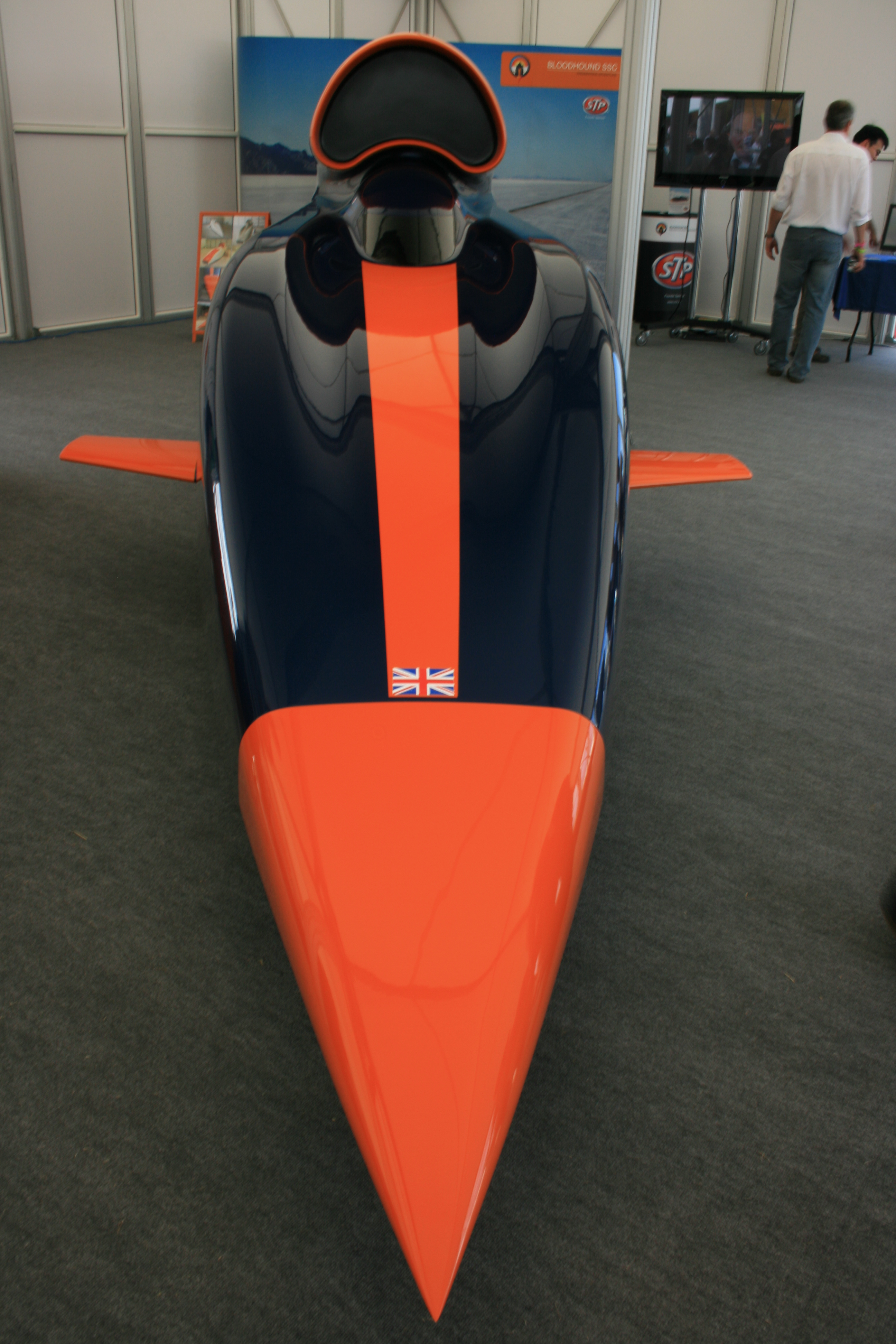
Vista frontale del modello in scala

Il progetto aveva originariamente sede in quello che era il centro del patrimonio marittimo del porto di Bristol, che si trova vicino al museo della SS Great Britain. Questo edificio è stato rinominato il Bloodhound Technical Centre. Nel 2013 il sito è stato spostato nella sede di Avonmouth.

### Aerodinamica
Per questo tipo di velocità sono necessari studi approfonditi e accurati di aerodinamica, per fare in modo che il veicolo resti stabile anche incontrando venti od oggetti sollevati dalle ruote in corsa oppure al raggiungimento della velocità del suono.
La facoltà di ingegneria dell'Università di Swansea è stata fortemente coinvolta nella forma aerodinamica del veicolo fin dall'inizio del progetto. Il professore Oubay Hassan assieme al professor Ken Morgan e il loro team hanno usato tecniche di fluidodinamica computazionale, al fine di fornire una comprensione delle caratteristiche aerodinamiche della forma proposta, a tutte le velocità, incluse le previsioni delle forze verticali, trasversali e di centrifuga sul veicolo e la sua altezza e la stabilità alle rotazioni sull'asse verticale. Questa tecnologia, sviluppata in origine per l'industria aerospaziale, è stata applicata a un veicolo terrestre proprio durante la progettazione del ThrustSSC. È stato questo coinvolgimento con il precedente record di velocità su terra che ha spinto Richard Noble ad avvicinarsi alla Swansea nel mese di aprile 2007 per vedere se potevano aiutarlo con questa nuova sfida. La scuola per l'Ambiente e Società dell'Università di Swansea è stata anche arruolata per aiutare a determinare un nuovo sito di prova per il record, dato che il sito di prova per il tentativo di record ThrustSSC era stato considerato non più idoneo.

### Motori

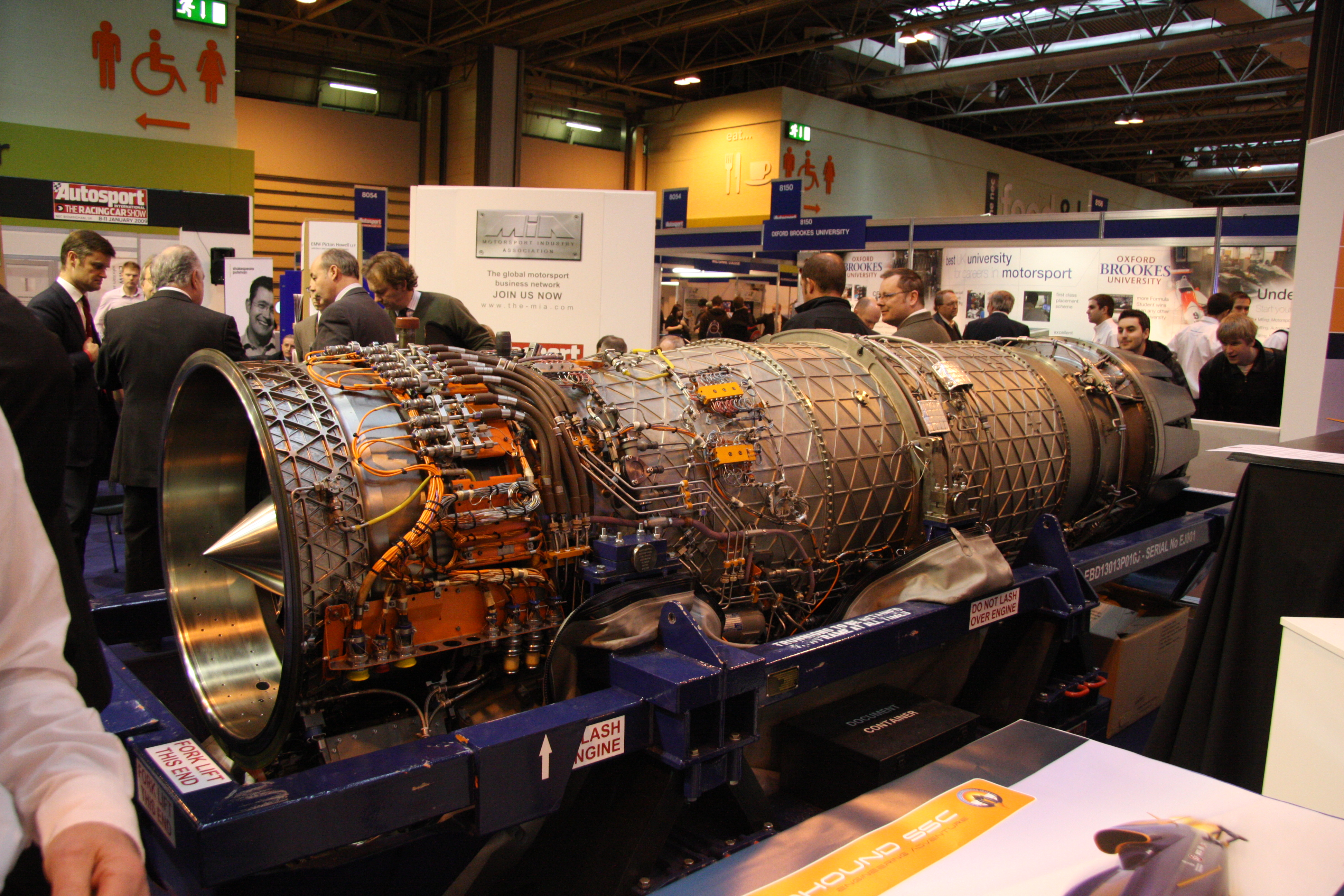
Il motore del Bloodhound SSC

Un motore a reazione prototipo Eurojet EJ200 dal peso di 1 000 kg a turbo ventola militare, sviluppato per l'Eurofighter e destinato a un museo, è stato prestato al progetto. Con questo motore, il veicolo riesce a raggiungere le 650 mph (1 050 km/h), dopo di che si pensava di utilizzare un razzo a propellenti ibridi del peso di 400 kg a combustibile solido progettato su misura da Daniel Jubb per far accelerare il veicolo fino a 1 000 miglia orarie (1 609 km/h). Il progetto di Jubb è stato sostituito prima da un razzo a monopropellente, poi da un razzo a propulsione ibrida, entrambi della norvegese Nammo. È previsto un terzo motore a benzina, originariamente un v12, è stato sostituito nel 2010 con il Cosworth CA2010 V8 di 2,4 litri da Formula 1, con 750 CV (560 kW) e durante i test del 2017 con un Jaguar V8. Con l'avanzare della tecnologia elettrica, si pensa di sostituire del tutto l'unità ausiliaria endotermica con un motore elettrico. Questo motore viene utilizzato come unità di alimentazione ausiliaria e per azionare la pompa comburente per il razzo. Il motore a getto fornirà 9 tonnellate di spinta e il razzo ne aggiungerà altre 12 (per un totale di 212 chilonewton).
Per quanto riguarda il sistema frenante, una volta raggiunta la velocità massima di 1 000 mph (1 609 km/h), il veicolo rallenta fino a 800 mph (1 300 km/h) semplicemente con la sola resistenza dell'aria, utilizzando successivamente gli aerofreni, che a quella velocità generano individualmente circa 5 tonnellate di resistenza. Il primo paracadute si aziona a 650 mph (1 050 km/h); un secondo è disponibile successivamente solo se necessario, i paracadute generano una spinta negativa di circa 20 tonnellate. Solo a 200 mph (320 km/h) entrano in funzione i freni a disco. Durante la frenata si mantiene un'accelerazione negativa di 3 g, che permette al veicolo di arrestarsi in 7 km.

### Ruote
Il veicolo è dotato di quattro ruote con un diametro di 36 pollici (910 mm) che ruotano fino a 10 200 giri al minuto, forgiate in una lega aerospaziale di alluminio-zinco, per resistere alle forze centrifughe di 50 000 g.
Per i test iniziali a "basse velocità" nel 2017, effettuati sulle piste di un aeroporto, gli pneumatici erano derivati da quelli di un English Electric Lightning, un caccia intercettore, giudicati però non adatti ai test sudafricani.

## Costruzione
Costruito il veicolo in alcuni stabilimenti inglesi nella zona di Bristol, una copia in scala 1:1 è stata presentata alla fiera di Farnborough del 2010.
La parte anteriore, comprendente la cabina, è stata costruita dall'Advanced Composites Group ed è una monoscocca costituita da strati sovrapposti di fibra di carbonio, attraversati da una rete di alluminio, è in grado di resistere ai proiettili (dato che alla velocità massima ogni oggetto è un proiettile), ed è fissata direttamente al telaio retrostante. La parte posteriore è stata costruita dalle industrie Hampson ed è costituita dalle unità superiore e inferiore. L'unità superiore ospita il motore del jet ed è costituita da costole in alluminio attraversate da barre di titanio, il quale copre anche la scocca. La parte inferiore ospita il motore endotermico, il serbatoio del jet e i razzi a propellente, ed è una gabbia di alluminio coperta da una scocca in acciaio.
Il veicolo era praticamente completo nell'ottobre 2017, al momento dei primi test da fermo col motore d'aereo e delle seguenti prove a basse velocità.

## I test
All'inizio del progetto, l'aiuto dell'università di Swansea era stato necessario per la localizzazione di nuovi siti atti ai tentativi di record: il luogo ottimale venne identificato a Hakskeen Pan, nella municipalità di Mier, in Sudafrica, dove i locali pulirono da tonnellate di pietre e altri detriti un'area sufficiente alla creazione di venti piste ognuna larga 10 metri e lunga 19 km. Questo perché ogni tentativo andava fatto su una pista nuova.
I primi test britannici a "bassa velocità", circa 320 km/h, furono fatti alla fine di ottobre 2017 all'aeroporto Newquay: quelli sudafricani per il record iniziarono nel 2019, con il raggiungimento della velocità di 1 011 km/h il 16 novembre.

## Progetto scolastico
Il progetto Bloodhound è innanzitutto un progetto educativo con l'intento d'ispirare le future generazioni a intraprendere una carriera nel campo della scienza, tecnologia, ingegneria e matematica (STEM), mettendo in mostra questi argomenti nel modo più emozionante possibile per attirare giovani e studenti. Per questo motivo, tutte le attività legate al progetto sono ora appoggiate a un istituto universitario di Berkeley, nel Gloucestershire.